# Daniela Arias
Daniela Alexandra Arias Rojas (Bucaramanga, 31 agosto 1994) è una calciatrice colombiana, difensore del San Diego Wave e della nazionale colombiana.

## Palmarès

### Nazionale
- Giochi panamericani: 1

2019